# Maximiliano Cipriano Jones
Maximiliano Cipriano Jones Brown (21 de noviembre de 1870 en Santa Isabel, Guinea española–16 de mayo de 1944), español fernandino que fue primer terrateniente nativo en la Isla de Fernando Poo.

## Biografía
Maximiliano Cipriano Jones Brown era hijo de Alfredo José Jones de Sierra Leona, y su esposa Julia Brown. Contrajo matrimonio con Rooth Níger. Su hijo, Wilwardo Jones Níger, fue también un terrateniente en la isla, además de dedicarse a la política. Sus nietos incluyeron al fútbolista Miguel Jones, al político José Luis Jones, el corredor Juan Carlos Jones y al atleta de Bobsleigh, Maximiliano Jones Ivina.
Fue el impulsor de la modernización de la Isla de Fernando Poo, incluida la fundación de una central eléctrica, el Gobierno de España en reconocimiento le concedió la Encomienda de Isabel la Católica y el Distintivo de la Orden del Trabajo.